# Metopius pinatorius
Metopius pinatorius är en stekelart som beskrevs av Gaspard Auguste Brullé 1846. Metopius pinatorius ingår i släktet Metopius och familjen brokparasitsteklar.

## Underarter
Arten delas in i följande underarter:
- M. p. fenestralis
- M. p. nigripleuris
- M. p. maculatus